# 차미리사
차미리사(車美理士, 1879년 음력 8월 21일 ~ 1955년 6월 1일)는 일제강점기와 대한민국의 독립운동가, 교육자, 기독교운동가, 여성운동가 및 사회사업가이다. 배화학당(배화여자고등학교의 전신)의 교사로 활동하였고, 덕성여자대학과 근화여자실업학교(덕성여고와 덕성여중의 전신)의 창설자이다. 종교는 본래 개신교(감리교)였으나 훗날 천주교로 개종하였다.

## 이력

### 교육가
결혼 후 2년만에 남편이 사망하자 기독교에 입교, 미국인 여선교사를 통하여 선진국의 실정 및 여성의 사회활동에 관심을 갖게 되었다. 중국과 미국에서 유학하던 중 한일병합으로 귀국을 단념, 미국에서 신학원에 다니며 독립운동에 동참했다. 감리교 선교사로 활약했고 1917년 배화학당(培花學堂)의 교사 겸 기숙사 사감, 1919년 3.1 운동에 참여하였다. 1919년 조선여자교육회(朝鮮女子敎育會)를 조직하여 여자 교육의 필요성을 역설하고, 여자 교육 운동을 주도하였다. 1921년 근화여학교를 설립하고 1934년에는 근화학원 재단을 설립하였다. 1935년에는 실업교육의 중요성을 인식하여 근화여자실업학교(槿花女子實業學校)로 바꾸고 여학생에게 실업 교육을 시켰다.
근화라는 명칭이 무궁화를 상징한다는 일제의 시비에 따라 명칭을 덕성학원(德成學園)으로 바꾸었으나 조선총독부 학무국과의 마찰로 1940년 교장직을 사퇴하고 재단이사장으로 활동했다. 해방 후 여자교육의 필요성을 주장하며 미군정을 상대로 대학 설립을 설득하였고, 1950년에는 덕성여자초급대학(덕성여대의 전신)을 창립하였다.

### 여성교육
실업교육과 노동의 당위성을 주장한 윤치호의 영향을 받아 여자에게도 실업 교육의 필요성을 역설하였고, 여자 실업학교인 근화여자실업학교를 운영하며 기술, 사무교육 등을 가르쳐 실업교육은 남자에게만 해당되는 것이라는 편견을 깨트리기도 했다.

## 생애

### 젊은 시절
한성부 종로방 화동 출신으로, 본적지는 경기도 고양군 아현리였고 본관은 연안(延安)이다. 미리사는 감리교회 세례명이다. 출생 년도에 관해 1879년생 설과 1880년에 태어났다는 설이 있다. 부모가 다섯 아이를 모두 잃고 오십줄에 들어 얻게 된 아이가 딸이었기에 그는 나서부터 ‘섭섭이’로 불렸다. 18살에 김진옥(金振玉)과 결혼했는데 결혼한 지 3년 만에 남편과의 사별 후 과부가 되었다. 이후 거기서 아이들에게 한글을 가르치면서 처음으로 교육 활동을 했고 재혼하지 않고 개신교회인 감리교회의 신자가 되었고 기독교인이 되어 '미리사(Mellisa)'라는 세례명을 받았다.
1930년대 후반까지 남편의 성을 따서 김미리사(金美理士)라는 이름으로 사회활동을 하다가 1940년대부터 다시 친정의 성씨인 차씨로 개명하였다. 따라서 일부 자료와 기사 등에서는 김미리사라는 이름으로 기록되어 있다. 1905년에 여선교사의 알선으로 중국에 밀항하여, 1909년 쑤저우 버지니아여학교를 졸업하였다.

### 민족운동과 교육활동

미국 유학 시절의 차미리사

1906년(광무 9년) 미국으로 건너가 LA에서 교육과 기독교 선교를 통한 구국을 목적으로 조직된 대동교육회(大同敎育會)의 창립 발기인의 한 사람으로 참여하였다. 1907년(융희 1년) 대동교육회를 개편, 확대한 대동보국회(大同保國會)를 설립하자 대동보국회 발기인이 되고, 기관지 《대동공보(大同公報)》의 주간이 되어 대동공보의 편집, 발간하는 일을 하였다. 1908년 중국으로 건너가 다시 학업을 계속, 1909년 버지니아 여학교를 마쳤다. 그해 미국으로 건너갔다. 이어 양주삼(梁柱三) 등과 함께 캘리포니아주 샌프란시스코로 가 안창호, 서재필 등과 함께 기울어가는 국운을 만회하기 위하여 독립신문을 발간하는 등 여러 가지 활동을 하였다. 1910년 미조리 주로 가서 미조리 캔자스 시의 스캐리트 신학교에서 신학을 공부하였다.

종로구 보신각앞 만세를 외치고 있는 민중들

1910년(융희 4년) 10월 한일합방 소식을 듣고 충격을 받고 쓰러졌는데 이때의 실수로 청력을 잃고 평생 소리를 듣지 못하였다. 귀국을 단념, 신학원에 계속 다니면서 안창호 등과 함께 독립운동에 참여하였으며 1917년에는 미국 감리교 선교회에서 파견하는 선교사로 귀국하였으며, 동시에 감리교 학교인 배화학당(培花學堂)에 교사 겸 기숙사 사감으로 취임하였고, 1919년에는 3·1 운동 국내외 비밀연락의 참모 역할을 수행하였다.
| “ | 우리는 다 나가서 죽더라도 독립을 해야 한다. 죽는 것이 사는 것이다. 나라 없는 설움은 당해 본 사람만이 안다. 내 한목숨이 죽고 나라를 찾으면 대대손손이 다 잘살 것이 아닌가! | ” |

배화학당의 기숙사 사감으로 있으면서 그는 3.1 운동에 여학생들의 참여를 독려하였다.
귀국 후 좋은 혼처를 소개시켜준다는 제안을 물리치고 여자 교육에 전념하였다. 고생을 자처한다는 주변의 시각에 대해서도 양반가문의 자손이지 나는 양반은 아니라면서 맞받아쳤다. 1919년 여성 교육을 위하여 허정숙, 나혜석 등과 조선여자교육회(朝鮮女子敎育會)를 조직하였고, 윤치호, 안창호, 이광수 등이 보내주는 후원을 받았다. 또한 여자교육회의 회보로 여자시론을 발행하였다. 한때 박헌영이 그의 여자시론지의 기자로 활동하기도 했다.

### 여성 생활 개선 운동
배화여학교 교사 겸 기숙사 사감으로 있을 때부터 1940년대까지 그는 옷을 다려서 입을 것, 다듬이질을 폐지할 것, 옷에 염색해서 입을 것, 미신을 타파할 것, 수시로 빨래를 할 것, 청결을 유지하고 자녀들을 씻길 것을 강조하고, 각종 계몽 강연 활동을 통해 이를 호소하였다.
그는 경성부터 돌아다니며 부녀자들에게 옷 다려입기, 물들여 입기, 다듬이질 안하기, 수시로 빨래하는 것, 자녀들을 씻기는 것을 시범보였다. 또한 어머니가 허황된 미신이나 그릇된 신념을 갖게 되면 자녀들 역시 허황된 미신이나 그릇된 신념을 갖게 되거나 어머니의 잘못된 믿음에 충격받아 비뚤어질 수 있음을 지적하고 미신을 버리거나, 종교의 길을 찾도록 권고했다. 또한 이채주의를 주장하기도 했다.
또한 재산을 물려줄 생각을 하지 말고, 아들 딸 가리지 말고 공부시키게 곳간을 열 것이며, 자녀 교육을 위해 돈 쓰는 것을 아깝게 여기지 말라고 하였다. 그러나 그의 신교육 장려에 성리학자들은 그가 왜놈식의 교육, 서양오랑캐의 교육을 시키려고 선동한다며 반발, 성리학자들과 언쟁과 몸싸움을 벌이기도 했다.

### 근화여학교 창설
1919년 4월 19일 경성부 종교 예배당(宗橋禮拜堂) 종각실을 빌어 여자 야학회(女子夜學會)를 정식으로 발족하고 여자 야학강습소를 열어 부녀자들에게 글과 숫자를 가르쳤다. 그의 영향을 받은 허정숙과 김일엽 등도 농촌에 여자 야학을 결성 허정숙은 명천군, 단천군과 함흥부, 김일엽은 용강군과 대동군에 여자 야학을 세워 강사를 초빙하고, 방학과 야간을 이용하여 자신들도 교육 계몽에 나섰다.
여자 야학교 시절부터 학생들에게 수업료를 받지 않고 가르쳤는데 이는 근화학교 설립 이후에도 계속되었다.
1920년 4월에는 조선여자교육협회를 조직하였고, 새문안 교회에서 여자 야학을 계속 운영하였다. 이듬해 순회여자강연단을 만들어 허정숙, 김일엽 등을 각지에 파견, 전국적으로 여자 교육의 필요성을 역설하는 계몽강연을 실시하였다. 이때 4개월간 73개소에서 여성교육의 중요성을 일깨웠으며, 1920년 8월 근화 여학교를 인가 받고 1921년에는 여자야학강습소를 확대 개편하여 부인야학강습소로 이름하고 건물을 확보하여 교육을 계속하였다. 1921년 10월에 강연회에서 얻은 찬조금으로 근화 여학교를 설립, 교장과 재단이사장을 역임하였다.
차미리사는 자금을 모금하기 위해 강연회ㆍ음악회ㆍ연극회ㆍ바자회 등을 개최하였으며, 총독부는 물론 외국인 선교사에게도 도움을 청하지 않고 스스로 자립, 자력으로 학교를 유지하고 발전시켰다. 그는 학교 교사를 여러 명 초빙하는 한편 직접 학교의 교사이자 경영자로 학교 사무 전체를 손수 주관하였다.

### 교육 활동
1934년 2월에는 안국동에 재단법인 근화학원(槿花學園)을 설립하여 재단이사장 및 교장을 역임하였다. 노동을 수치가 아니며 땀흘려 일하는 것은 숭고한 행위라는 윤치호의 뜻에 감화받은 차미리사는 여자들 역시 농업과 기술, 근로에 참여해야 한다고 역설하였다. 1935년 9월 여성이 독립적으로 생활하기 위해서는 직업을 가져야 한다며 근화여학교를 근화여자실업학교(槿花女子實業學校)로 개명하고 잠사, 농업, 기계, 건축, 회계 등을 가르쳤다. 여자에게 어떻게 힘든 노동과 실업에 종사하게 하느냐는 시중의 편견과 비난을 받았으나 그는 실업교육의 필요성에 대한 신념을 바꾸지 않았고, 이는 해방후 여자 상업고등학교와 여자 실업학교의 창설에 영향을 주었다.
1937년 이화여전의 재단 이사의 한사람으로 위촉되었다. 그해 10월 중일 전쟁 직후 조선총독부에서 그 뒤 ‘근화’라는 명칭이 무궁화를 상징한다는 일제의 시비에 따라 고민 끝에 명칭을 덕성학원(德成學園)으로 바꾸었다. 총독부 학무국으로부터 폐교 위협을 받자 1938년 10월 차미리사는 재단법인과 교명을 덕성(德成)으로 개명해서 바꾸게 되었는데 '덕성'있는 인재를 양성해야겠다는 뜻에서였다. 그런데 교명을 바꿔야 했던 어려움 속에서도 교표는 무궁화인 근화(槿花)를 그대로 고집한다.
1940년 조선총독부는 그가 배일 민족주의 사상을 품은 여성 지도자라는 것을 문제삼아 덕성여자실업학교(德成女子實業學校) 내에서 퇴진을 강요하기 시작하였다. 조선총독부 학무국은 그가 칙어봉독을 못한다는 이유로 사퇴 압력을 가하였다.
차미리사는 윤치호에게 학교를 맡아 달라고 청했지만 윤치호 역시 자신은 감시당하는 점을 들어 사양했다. 1940년 8월 교장 자리를 이화여전(梨花女專) 교수 송금선(宋今璇)에게 넘기고 자신은 재단법인 덕성학원(財團法人德成學園) 이사장 겸 덕성여자실업학교 명예 교장으로 교육일선에서 물러났다. 그해 9월의 창씨개명령이 떨어지자 이를 거절하였다. 1943년 8월 11일 윤치호에게 부탁하여 그를 재단 이사장으로 추대하였다. 해방 후 1945년 12월 윤치호가 사망하자 다시 덕성학원 재단 이사장에 취임하였다.

### 덕성여자대학교 설립
광복 후 1945년 덕성여자실업학교는 덕성고등여학교(德成高等女學校)로 바뀌었고, 그후 다시 학제의 변경에 따라 덕성여자중학교(德成女子中學校)와 덕성여자고등학교(德成女子高等學校)로 개편되었다. 그는 해방된 조국에서의 여자 교육의 필요성을 주장, 존 하지 미군정 사령관을 찾아가 여자 대학 설립을 허가해줄 것을 여러번 설득하였으나 실패하였다.
1948년 김규식, 김구의 남북회담을 지지하는 108인 성명서를 발표하였고, 그동안 계획해왔던 여성고등교육기관의 설립을 추진, 1950년 덕성여자초급대학(현재의 덕성여자대학교)을 설립하여 초대학장은 송금선에게 맡겼다. 그 뒤 개신교에서 로마 가톨릭교회로 교파를 바꾸었다.
그는 여자 교육의 필요성과 위생의 중요성, 실업 교육과 노동의 신성함을 역설하였으며 일부 신여성의 가정으로부터의 독립, 해방론에는 반대하여 직접 결혼을 주선하여 여러 여성을 결혼시켰다. 1952년에는 덕성여자대학교 이사장직에서 사임하였고, 3년 후인 1955년 6월 1일 타계하였다. 임종 순간 “온전한 독립을 못 보고 죽는 것이 유한이로다”라고 하였다.

### 사후
1955년 6월 덕성여자중고등학교 학교장으로 경기도 양주군 우이동(현 서울특별시 강북구 우이동)에 매장하였다.
이후 덕성여대는 초대 학장을 맡은 송금선이 이사장직을 그의 아들에게 물려주면서, 1997년 족벌운영에 반대하는 학내분규가 발생했는데, 이 사건은 송금선 일가의 전횡과 비리가 드러나게 하였다. 덕성여대에서는 학내분규를 계기로 국정감사 자료에 근거하여 2000년에 덕성여자대학교 설립자를 송금선에서 차미리사로 바로잡았으며, 차미리사는 2002년 8월 15일 건국훈장 애족장을 추서받았다. 이후 덕성여자대학교에서는 학교를 설립한 차미리사를 기념하는 사업을 활발하게 벌이고 있다.
2003년 4월 19일 서울 성신여대 근처에 차미리사 연구소가 세워졌다. 12월 23일에는 덕성여자대학교 내에 차미리사 기념관이 세워졌다.

## 저작
- 〈천만의 여자에게 새 생명을 주고자 하노라〉

## 상훈
- 2002년 건국공로훈장 애족장

## 사상과 신념
그는 윤치호의 노동 신성론에 감화받아 일찍부터 여성의 자립론과 여성의 노동 참여론을 주장하였다. 여성의 사회 참여와 노동 참여 주장은 허정숙, 정종명 등에게로 계승되었다.

### 여성 교육론
1912년 귀국해 교육운동에 투신, 봉건적 여성 교육에서 1925년 근대적 여성 교육의 장으로 근화여자실업학교로 거듭나게 한 그는 대다수 문맹 상태에 있던 여성들을 위한 교육을 실현했다. 60세 이던 1938년 덕성여자실업학교로 개칭, 현재 덕성여자대학의 전신을 일궈냈다.

### 노동 신성론
그는 손수 여자 실업 교육을 실험하여 실업 교육은 남자들만이 받는 것이라는 편견을 없앴다. 그는 땀흘려 일하는 것이 부끄러운 것이 아니며, 노동은 신성한 것이라는 윤치호의 견해를 받아들여 땀흘려 일하는 것은 인간의 최고의 덕목이라 하였다. 그는 실업 교육이 실력을 다지는 길이라 확신하고 1935년 9월 여성이 독립적으로 생활하기 위해서는 직업을 가져야 한다며 근화여학교를 근화여자실업학교(槿花女子實業學校)로 개명하고 여학생에게도 실업 교육을 시켰다.
| “ | 조선 여자에게는 지금 무엇보다도 직업적 교육이 필요하다고 생각합니다. 부인 해방이니 가정 개량이니 하지만은 다 제 손으로 제 밥을 찾기 전에는 해결이 아니 될 것입니다. 그것이 영구적이 아니라 하더라도 적어도 지금 조선여자로써는 그렇게 해야 할 줄 압니다. 그러므로 나는 새해부터는 꼭 조선여자에게 실업 교육을 할 기관을 조선여자교육회 안에 두고 싶습니다. | ” |
|   | — 동아일보 1926년 1월 3일 |   |

이는 1920년대부터 추진하던 것이었고 1935년 근화여학교를 여자실업학교로 바꾸면서 여학생들에게 농업, 목축, 건축, 사무회계 등을 가르치는 것으로 나타났다. 초기에는 여자에게 힘든 일을 시키려 한다는 비난과 여자에게 노역을 시키게 하느냐는 비난에 시달렸지만 그는 여자도 직업이 필요하고, 여자 역시 노동을 통해 정당하게 돈을 벌 수 있어야 함을 역설했다. 그의 여자 실업 교육은 해방후 여자상업고등학교와 여자 실업학교 확산에 영향을 주었다.

### 개성과 자립론
그는 평소 자립과 개성을 강조하였다. 그는 늘 '살되 네 스스로 네 생명을 살아라! 생각하되 네 스스로 네 생각으로 하여라! 알되 네가 스스로 깨달아 알아라'고 하였다.
학생들과 청년들에게 누군가 타인에게 의지하려 들지 말고 스스로 알아서 할 것을 촉구했다. 한편으로 스스로 생각하되 자기 생각, 자기 뜻을 잃지 말 것을 권고하기도 했다. 그는 누구에게 의존하지 않고 스스로 청각장애를 극복하기도 하였다. 개화파 정치인 겸 독립운동가인 윤치호는 그의 자주성과 개성, 자립 정신을 높이 평가했다.

### 통일 독립론
그는 분단은 진정한 독립이 아니라 보았고, 통일된 국가 수립이 진정한 독립이라 보았다. 1948년 4월 108명의 문화인과 함께 김구, 김규식의 남북 협상론을 지지하였다. 그는 임종 순간 “온전한 독립을 못 보고 죽는 것이 유한이로다”라고 하였다.

## 평가
그의 후견인이기도 했던 윤치호는 '서울에 있는 한국인 가운데 가장 주목할 만한 인물이다. 듣지 못하고, 배우지 못하고 가난한 한 여인이 부유하고 교육받은 남자나 여자가 할 수 없었던 일을 해냈다.'며 높이 평가했다. 평생 차미리사를 지켜보며 후견인 역할을 했던 개화파 윤치호가 일기에서 그를 평가한 대목이다.
배화여고 설립자인 조세핀 캠벨(1852~1920)와 함께 천주교로 개종하였다.

## 기타
나혜석, 김일엽, 김명순, 허정숙 등의 자유 연애론 및 가정으로부터의 독립에는 반대하여 여러 여학생 및 명문가 처녀와 실력있는 남자의 결혼을 주선하였다. 이때 그는 남자의 집안 배경이나 재산보다는 남자에게 생활력이 있는가 여부를 직접 확인하고 결혼을 주선하였다.

## 같이 보기
| - 덕성여자대학교 - 배화여자대학 - 배화여자고등학교 - 실력 양성론 - 윤치호 - 김구 - 김규식 - 나혜석 - 허정숙 - 김일엽 - 김명순 - 박인덕 | - 근화여학교 - 덕성여자고등학교 - 여성 해방 운동 - 조선여자교육회 - 브나로드 운동 - 물산장려운동 - 윤치영 - 송금선 - 최용신 - 임영신 - 정칠성 - 박헌영 | - 안창호 - 송진우 - 이광수 - 김성수 - 양주삼 - 조만식 - 헬렌 켈러 - 알렉산드라 콜론타이 |

## 참조
1. 1 2 3 4 5 6  여성·독립·교육에 헌신한 여성 선각자의 삶 보관됨 2013-11-12 - 웨이백 머신 한국일보
2. ↑  차미리사 선생 연구소 창립 문화일보 2003.04.18
3. ↑  ‘차미리사 기념관’ 기공식 外 문화일보 2003.12.23

## 참고 자료
- 한상권, 《차미리사 전집 1,2》 (덕성여자대학교차미리사연구소, 2009)
- 한상권, 《차미리사 평전:일제 강점기 여성해방운동의 선구자》 (푸른역사, 2008)
- 조덕송 외, 《한국인물대계 9》 (조덕송 외, 박우사, 1973)
- 윤치호, 《윤치호 일기 1916~1943》 (김상태 편역, 인물과 사상사, 2001)
- 최은희, 《조국을 찾기까지》(탐구당, 1973)
- 김성식 외, 《한국현대사 4》 (신구문화사, 1971)
- 최은희, 《씨뿌리는 여인-차미리사의 생애》 (청구문화사, 1957)